# 슈웨 바
슈웨 바(버마어: ရွှေဘ, 1918년 3월 30일 ~ )라는 예명으로 잘 알려진 아이 치(버마어: အေးကြည်)는 미얀마의 배우이다.